# Fédération française d'études et de sports sous-marins
 (mars 2024).
Si vous disposez d'ouvrages ou d'articles de référence ou si vous connaissez des sites web de qualité traitant du thème abordé ici, merci de compléter l'article en donnant les références utiles à sa vérifiabilité et en les liant à la section « Notes et références ».

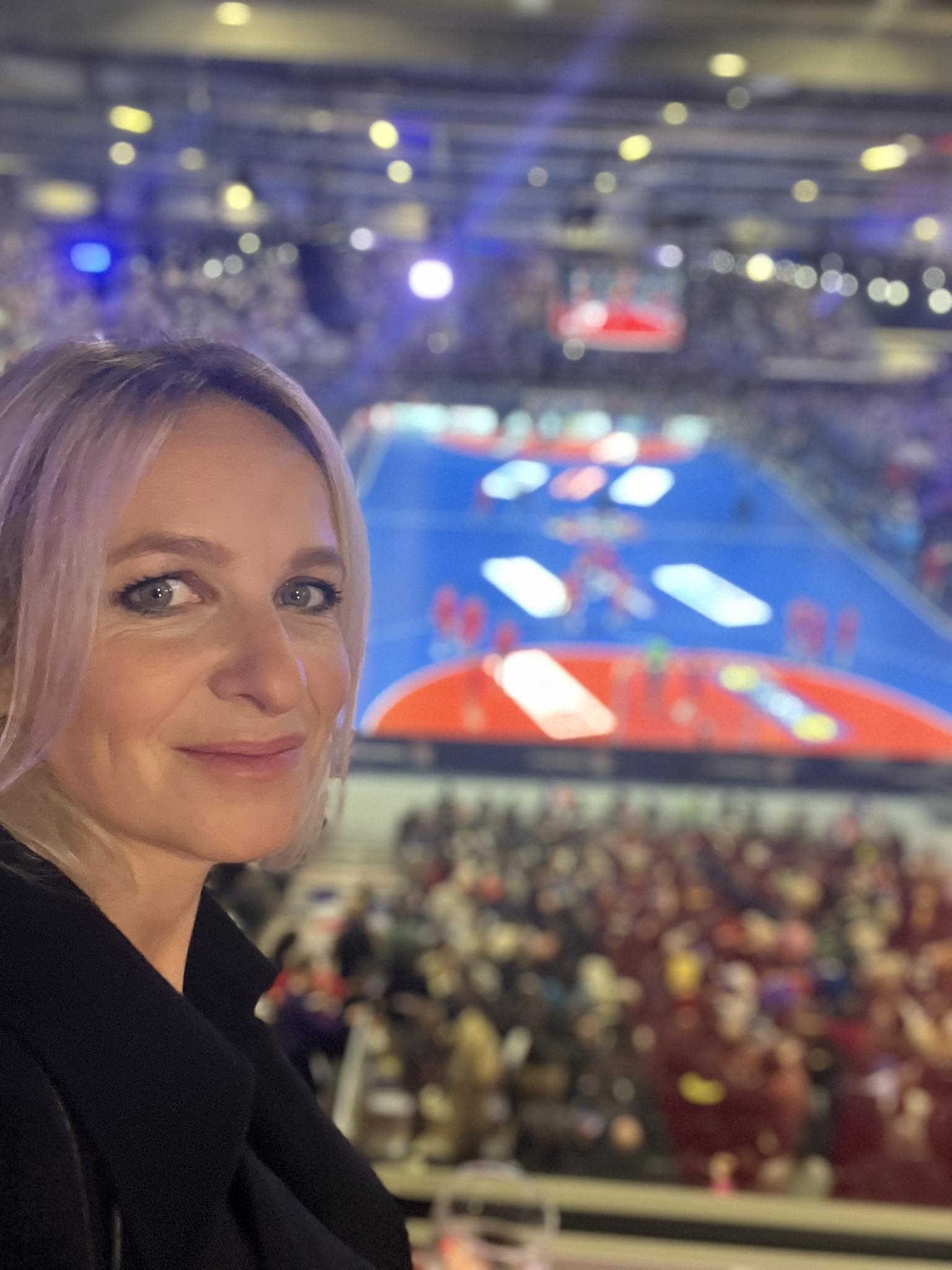
Alice Modolo, membre de l'équipe de France d'apnée eau libre et première femme française à dépasser les 100 mètres de profondeur en apnée en poids constant.

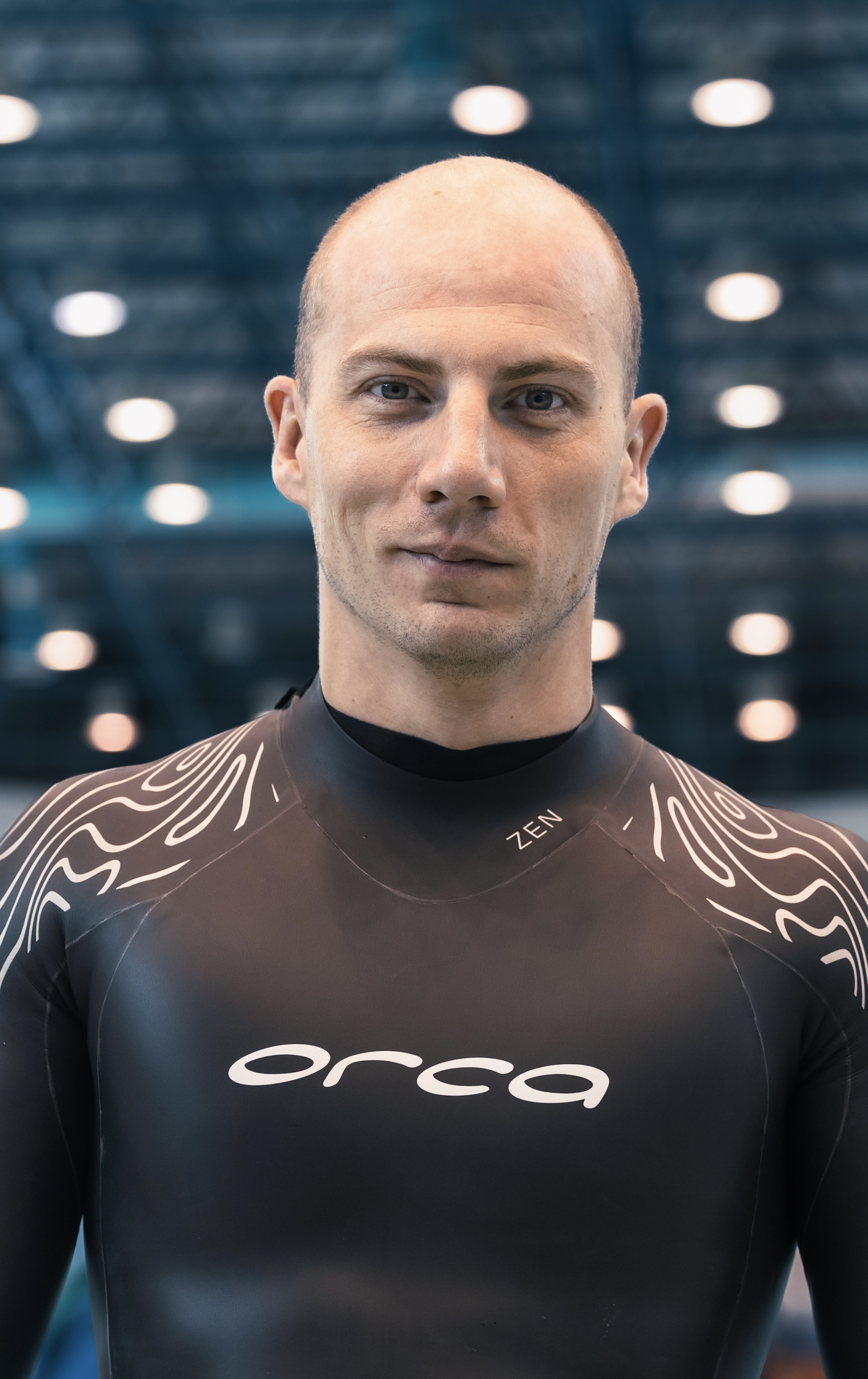
Guillaume Bourdila, membre de l'équipe de France d'apnée piscine et actuel titulaire du record du monde CMAS d'apnée dynamique bi-palmes avec 274,7 mètres.

La Fédération française d'études et de sports sous-marins (FFESSM) est une fédération sportive française spécialisée dans le domaine des activités subaquatiques de loisir et de compétition comme la plongée sous-marine sous forme de plongée bouteille ou de plongée en apnée, mais également la nage en eau vive, la nage avec palmes et la plongée souterraine.
L'ancêtre de la fédération a été créé en 1948 sous le nom de "Fédération des sociétés de pêche à la nage et d'études sous-marines". En 1955, elle fusionne avec la "Fédération des activités sous-marines", créée en 1948 également, pour donner naissance à sa forme actuelle. En 1959, la FFESSM participe à la fondation de la Confédération mondiale des activités subaquatiques (CMAS) regroupant de nombreuses fédérations semblables de par le monde.
La FFESSM compte plus de 2 500 clubs associatifs, 6 000 moniteurs et 140 000 licenciés. Elle est délégataire du Ministère des Sports pour organiser et développer la plongée et ses disciplines associées, en assurant une mission de service public ,.

## Organisation
La FFESSM gère quinze activités subaquatiques par l'intermédiaire de commissions ; ainsi par exemple la plongée en scaphandre autonome relève de la Commission Technique, l'apnée relève de la Commission Plongée libre, la Nage avec Palmes de la Commission Nage avec Palmes, etc.

### Les commissions
- commission technique nationale[3]: « Apprendre à plonger, les infos pour les élèves et les moniteurs » ;
- commission nationale d'apnée[4]: « Apprendre à plonger en apnée, pratiquer la promenade subaquatique. » ;
- commission nationale environnement et biologie subaquatique[5]: « Environnement et biologie, les formations à la connaissance du milieu » ;
- commission nationale Photo et Vidéo Sous-Marine[6]: « Apprendre à photographier, à filmer » ;
- commission nationale d'archéologie[7]: « Plonger dans l'histoire. » ;
- commission nationale de plongée souterraine[8]: « Apprendre à plonger sous terre. » ;
- commission nationale de hockey subaquatique[9] ;
- commission nationale de nage en eau vive[10] ;
- commission nationale de nage avec palmes[11] ;
- commission nationale d'orientation subaquatique[12] ;
- commission nationale de pêche sous-marine[13] ;
- commission nationale de tir sur cible subaquatique[14]: « Condition physique, concentration, passion de l'apnée » ;
- commissions nationales médicales et de prévention[15]: « Certificat médical contre-indications, asthmatiques, diabétiques commission médicale et de prévention. » ;
- commission juridique nationale[16]: « tout savoir sur la règlementation régissant la plongée et les activités subaquatiques »;
- commission nationale de plongée sportive en piscine [17].

### Les organismes déconcentrés
La FFESSM est en outre présente sur l'ensemble du territoire national et Outre-mer grâce à ses organismes déconcentrés régionaux et départementaux (CoDep) qui déclinent localement les mêmes commissions qu'au plan national .
Les comités régionaux sont :
- comité régional Hauts-de-France
- comité régional Île-de-France
- ligue des pays normands
- comité inter-régional Bretagne-Pays de la Loire
- comité régional Grand Est
- comité régional Centre
- comité régional Bourgogne-Franche-Comté
- comité régional Auvergne-Rhône-Alpes
- comité régional Pyrénées Méditerranée Occitanie
- comité subaquatique Nouvelle-Aquitaine
- comité régional Corse
- comité régional Provence-Alpes-Côte d'Azur
- comité régional de Guadeloupe (incluant Saint-Martin et Saint-Barthélemy)
- comité des activités et sports subaquatiques Martinique-Guyane
- Nouvelle-Calédonie
- Polynésie
- Réunion

## La licence
La licence FFESSM est une attestation d'affiliation à la fédération qui contient une assurance en responsabilité civile pour l'activité. Elle est indispensable pour les passages de niveaux FFESSM de plongée. De plus, beaucoup de clubs français la demandent pour pouvoir plonger chez eux.
Par ailleurs, au sein de la FFESSM, la licence permet de s'abonner à la revue fédérale Subaqua à un tarif préférentiel.

## La plongée sous-marine
La FFESSM est la plus importante fédération de plongée sous-marine en France. Elle définit cinq niveaux de pratique de la plongée et quatre niveaux d'enseignement.

### Les niveaux de pratique
Chaque niveau possède les prérogatives du niveau inférieur.
La plongée en autonomie désigne la pratique de la plongée sans la présence d'un guide de palanquée, néanmoins au sein d'une palanquée de plongeurs de niveaux au moins équivalents.
- Le plongeur niveau 1 peut plonger jusqu'à 20 m au sein d'une palanquée encadrée par un niveau 4 minimum. S'il passe en plus la qualification PA-12, il peut plonger en autonomie jusqu'à 12 m, avec l'accord du directeur de plongée.
- Le plongeur niveau 2 peut plonger jusqu'à 20 m en autonomie et jusqu'à 40 m au sein d'une palanquée encadrée par un niveau 4 minimum.
- Le plongeur niveau 3 peut plonger jusqu'à 40 m en autonomie sans directeur de plongée, et jusqu'à 60 m en présence d'un directeur de plongée sur le site.
- Le plongeur niveau 4 (guide de palanquée) peut encadrer des plongeurs de niveaux inférieurs dans la limite de leurs prérogatives de profondeur maximale.
- Le plongeur niveau 5 est directeur de plongée en exploration. Cette certification demeure rare car  ses prérogatives sont très restreintes, en grande partie redondantes[non neutre]et inférieures à celle d'un Moniteur Fédéral.

### Les niveaux d'enseignement
Chaque niveau possède au minimum les prérogatives du niveau inférieur.
- Le moniteur E1 ou Initiateur est un plongeur niveau 2 ou 3 titulaire du diplôme d'initiateur. Il peut assurer la fonction de directeur de plongée en milieu artificiel (piscine, fosse) ne dépassant pas 6 m. Il peut enseigner jusqu'à 6 m en milieu naturel en présence d'un directeur de plongée E3 minimum.
- Le moniteur E2 est un plongeur niveau 4 titulaire du diplôme d'initiateur. Il peut enseigner jusqu'à 20 m en présence d'un directeur de plongée E3 minimum. Par dérogation, un stagiaire pédagogique en cours de formation vers le niveau E3 a les prérogatives d'un moniteur E2.
- Le moniteur E3 (moniteur fédéral 1er degré ou moniteur fédéral 1er degré associé ou BEES 1er degré) est directeur de plongée pour les plongées (explorations et techniques) dans la zone 0-60 m. Il peut enseigner jusqu'à 40 m.
- Le niveau E4 (moniteur fédéral 2e degré ou moniteur fédéral 2e degré associé ou BEES 2e degré) est apte à former les MF1 et BEES 1er degré. Il peut enseigner jusqu'à 60 m.
- Le BEES 3e degré est réservé à l'expertise et à la recherche.

## Rôle en France et lien avec les autres organismes
La FFESSM a reçu du Ministère des Sports délégation pour la discipline des sports sous-marins  et porte à ce titre le nom de fédération "française".
Cette délégation vaut pour les sports sous-marins hors pêche sous-marine (fin de délégation le 11 juin 2010, sur décision du Conseil d'Etat ).
D'autres organismes sont également agréés pour la plongée sous-marine tels que l'Association nationale des moniteurs de plongée (ANMP), le Syndicat national des moniteurs de plongée (SNMP) et la Fédération sportive et gymnique du travail (FSGT).

## Présidents de la FFESSM
- Président honoraire : Commandant Jacques-Yves Cousteau
- Président fondateur : Jean Flavien Borelli (1955-1956)
- Elie Ferat (1956-1965)
- Jacques Dumas (1965-1968 et 1972-1977)
- Henry Ducommun (1968-1972)
- Pierre Perraud (1977-1980)
- Bernard Dargaud (1980-1993)
- Francis Imbert (1993-2001)
- Roland Blanc (2001-2009)
- Jean-Louis Blanchard (2009-2021)
- Frédéric Di Meglio (mars 2021) élection annulée par décision de justice[20]
- Frédéric Di Meglio (depuis avril 2022)

## Identité

### Logos

Logo actuel.